# Adolf Ernst
Adolf Ernst est un scientifique allemand et vénézuélien, né à Przemków en province de Silésie, le 6 octobre 1832 et mort à Caracas le 12 août 1899.

## Biographie
Adolf Ernst est un scientifique et zoologiste prussien. Ernst s'installe au Venezuela en 1861, où il enseigne à l'université centrale du Venezuela. Il devient le scientifique le plus important du pays au cours de la seconde moitié du XIXe siècle et devient un personnage-clé dans la création du musée des sciences naturelles et de la Bibliothèque nationale du Venezuela, où il a également occupé le poste de directeur.

### Publication
- ERNST, A. 1875 : “Catálogo  de la biblioteca de la Universidad de Caracas”. Imprenta de La Opinión Nacional. Caracas
- ERNST, A. 1876 : “Enumeración sistemática de las especies de moluscos hallados hasta ahora en los alrededores de Caracas y demás partes de la República”. Apuntes Estadísticos del Distrito Federal. 77-85
- ERNST, A. 1884-1886 : “La Exposición Nacional de Venezuela en 1883”. Imprenta de La Opinión Nacional. 2 volumes. Caracas
- ERNST, A. 1986 : Obras completas. Blas Bruni Celli, (Compilador). Presidencia de la República. 6 volumes. Caracas

### Biographie
- BRUNI CELLI, Blas. 1962 : “Adolfo Ernst”, Boletín de la Academia Nacional de la Historia. 180. Caracas
- CALZADILLA, Pedro Enrique. 2003 : "La exposición nacional de 1883: balance simbólico y exhibición identitaria". Tierra Firme. 21(81):77-95. ISSN 0798-2968
- CARRILLO, José María. 1974 : “Adolfo Ernst: semblanza biográfica”. Promoción ADOLFO ERNST. Caracas
- KEY AYALA, Santiago. 1955: “Adolfo Ernst, 1832-1899”. Fundación Eugenio Mendoza. Caracas
- RÖHL, Eduardo. 1949 : “Fauna descriptiva de Venezuela”. Tipografía Americana. Caracas
- WAGNER, Erica. 1995 : “Ernst, Adolfo”, Diccionario Multimedia de Historia de Venezuela. Fundación Polar. Caracas
- YEPEZ COLMENARES, Germán. 2002: "Modernización, medicina, enfermedades y salud pública en la ciudad de Caracas (1870-77)"  História, Ciências, Saúde Manguinhos. 9 (supl):89-109